# Комитет по статистика на Министерството на националната икономика на Република Казахстан
Комитет по статистика на Министерството на националната икономика на Република Казахстан (на руски: Комитет по статистике Министества национальной экономики Республики Казахстан), до 2014 г. – Агенция на Република Казахстан по статистика е оторизиран орган, който формира и прилага държавната политика в областта на статистиката, разработва и изпълнява програми за подобряване на статистиката в Република Казахстан (Съгласно Закона на Република Казахстан „За държавната статистика“).